# Slip-n-Slide Records
Slip-n-Slide Records är ett amerikanskt, Miami-baserat skivbolag, ägt av Ted "Touche" Lucas. Bolaget specialiserar sig på hiphop från Miami.

## Artister

### Nuvarande
- Trina
- Rick Ross
- Plies
- Qwote
- Camar
- Shonie
- Drew Sidora

### Tidigare
- Trick Daddy
- Wes Fif
- Killa D
- Duece Poppi
- T-Rell City King